# 1-2-3 (chanson)
Singles de Gloria Estefan et Miami Sound Machine
Anything for You
(1988) Don't Wanna Lose You
(1989)
1-2-3 est une chanson de Gloria Estefan et Miami Sound Machine issue de leur dixième album studio Let It Loose. Elle sort en single en 1988 sous le label Epic Records.

## Performance dans les hits-parades
| Classement (1988)                          | Meilleure position |
| ------------------------------------------ | ------------------ |
| Belgique (VRT Top 30)                      | 17                 |
| Canada (RPM Top 100 Singles)               | 10                 |
| Irlande (Irish Recorded Music Association) | 11                 |
| Nouvelle-Zélande (RMNZ)                    | 33                 |
| Pays-Bas (Nederlandse Top 40)              | 13                 |
| Royaume-Uni (UK Singles Chart)             | 9                  |
| États-Unis (Hot 100)                       | 3                  |
| États-Unis (Adult Contemporary)            | 1                  |